# Juana Richard-Lesclide
Juana Richard-Lesclide dit « Jean de Champeaux », née Mélanie Jeanne Adrienne Ignard (8 août 1866 à Pacy-sur-Armançon - 13 décembre 1951 à Neuilly-sur-Seine) est une femme de lettres française du XXe siècle.

## Biographie
Son père Claude Hubert Ignard est marchand de vin, rue du Temple à Paris, sa mère Claire Louise Piault sans profession. Elle était l’arrière-petite-nièce du général de cavalerie Jean-Pierre-Clément de Champeaux mort des suites des blessures reçues à la Marengo et arrière-petite-nièce de Mgr Darboy.
En 1890, âgée de seulement 24 ans, elle épouse l'écrivain, auteur dramatique, Richard Lesclide (1825-1892), âgé de 65 ans, qui a été le dernier secrétaire de Victor Hugo.
La même année, Richard Lesclide refait paraître la revue Le Vélocipède illustré qu’il avait créée en 1869 et disparue en 1872. Sa femme en est la rédactrice en chef sous le pseudonyme de Jean de Champeaux, et en prendra la direction à sa mort.
En 1891 elle participe à la création du Touring club de France et fait partie de son conseil d’administration.
En 1892, Richard Lesclide meurt en la laissant veuve à l’âge de 26 ans. Elle prendra comme compagnon Paul Faussier, journaliste sportif, membre de Société Vélocipédique Métropolitaine qui organisa la première course de " voitures sans chevaux " le 28 avril 1887 entre Neuilly et Versailles. Elle l’épousera le 13 juillet 1939.
En 1903, s’inspirant des souvenirs et puisant dans les notes et les archives de son mari, elle publie un Victor Hugo intime dont certains éléments sont contestés.
Elle écrira de nombreux recueils de poésie. Certains poèmes seront primés ou mis en musique.
Elle occupera le poste de bibliothécaire de la Maison de Victor Hugo.
En 1928, elle reçoit le prix Archon-Despérouses.
Elle entrera à la Société des gens de lettres patronnée par Jules Claretie et fut membre de la Société des poètes français grâce au patronage d'Edmond Haraucourt.